# Бетлегем (Гронінген)
Бетлегем (нід. Bethlehem) — селище в нідерландській провінції Гронінген. Входить до муніципалітету Гет-Гогеланд.